# Osteofagia

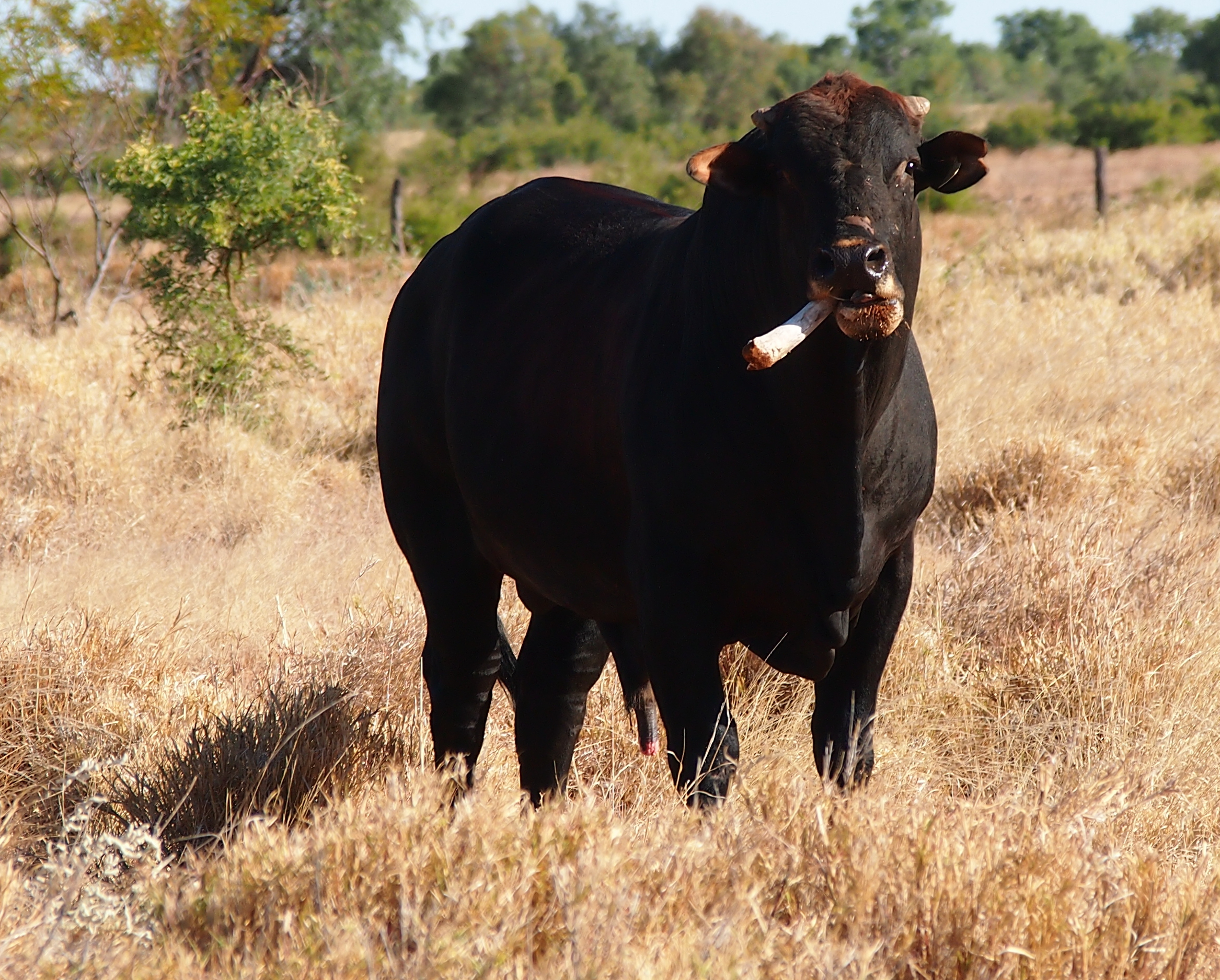
Byk żujący kość innej krowy.

Osteofagia – praktyka, w której zwierzęta, zazwyczaj roślinożerne, spożywają kości. Sugeruje się, że osteofagia jest wrodzonym zachowaniem, które pozwala zwierzętom uzupełniać pobieranie fosforu i wapnia w celu uniknięcia kosztownych skutków niedoborów tych minerałów. Zachowanie osteofagiczne obserwowano u zwierząt pasterskich i dzikich, w szczególności zwierząt kopytnych i innych roślinożerców. zwierząt domowych, a także u jeleni, wielbłądów, żyraf, gnu, antylop i żółwi.